# Amorphothecaceae
Amorphothecaceae es una familia de hongos en la división Ascomycota. Esta familia no puede ser clasificada en ninguna de las clases y órdenes ascomicetos con algún grado de certeza
(incertae sedis). Dentro de esta contiene el género único Amorphotheca.
En la naturaleza, Amorphothecaceae existen bajo los árboles del género Taxus.
La única especie conocida dentro de esta familia, Amorphotheca resinae (también conocida como Hormoconis resinae o Cladosporium resinae), puede vivir en tanques de diésel o combustible de jet, consumiendo alcanos y pequeñas porciones de agua, que puede ser un problema para los aviones de pasajeros y botes.